# Ethel Seath
Ethel Seath, née le 5 février 1879 à Montréal et morte le 10 avril 1963 est une artiste canadienne.

## Biographie
Seath est présente sur la scène artistique montréalaise pendant soixante ans. En plus de son travail en peinture et en gravure, elle enseigne l'art à l'école privée pour filles The Study, à Montréal. Les peintures à l'huile et à l'aquarelle de Seath sont principalement des natures mortes et des paysages, explorant la couleur et ajoutant des éléments abstraits aux scènes quotidiennes.
Avec les problèmes financiers de son père, problèmes de santé chronique et la séparation ultérieure de sa mère, Seath rejoint le marché du travail juste après le lycée pour aider sa mère et ses quatre frères et sœurs. Elle est illustratrice commerciale pour divers journaux, le Montreal Witness et plus tard le Montreal Star. Seath connait un succès financier et peut s'offrir des cours d'art à l'Art Association of Montreal et des voyages de dessin dans la campagne québécoise en compagnie du peintre Maurice Cullen. Seath passe trois ans à étudier le dessin avec Edmond Dyonnet et la lithographie avec JA Harris au Conseil des arts et manufactures de Montréal à la fin des années 1890. Ses compétences en dessin s'améliorent et ses illustrations sont un ajout régulier à la Weekly Star. Elle commence l'enseignement de l'art en tant que professeur à The Study pendant plus de 45 ans. Ses méthodes d'enseignement sont créatives. Connaissance les nouvelles tendances, Seath encourage la créativité et l'exploration en orientant son enseignement avec des gestes spontanés.
Seath est un membre fondateur du Groupe de Beaver Hall. Elle est également membre du Canadian Group of Painters et participe à plusieurs expositions locales et internationales telles que Baltimore, Maryland (1931), l'Université Yale, Cambridge et le Massachusetts. Son travail est également exposé à la British Empire Exhibition à Wembley, en Angleterre en 1924 et 1925, à l'Exposition universelle de New York en 1939 et à l'exposition Un siècle d'art canadien à la Tate de Londres, en Angleterre,. En 1903, Seath est la première et la seule femme à contribuer à l'exposition AAM organisée par la Newspaper Artists 'Association, qui montre sa renommée dans un monde essentiellement masculin dans le domaine de l'illustration de journaux,. L'Association d'art de Montréal publie un registre des artistes canadiens locaux le 29 juin 1903, soulignant que Seath est la plus jeune des artistes à travailler en noir et blanc. Elle expérimente l'utilisation de couleurs vives lors de ses voyages de dessin en plein air avec Maurice Cullen dans la campagne québécoise en 1911. Seath poursuit sa formation à la Cape Cod School of Art de Provincetown sous la direction de Charles Hawthorne.
Malgré ses responsabilités d'enseignement, Seath continue à trouver du temps pour participer et exposer son travail.  Au cours des années 1920 et 1930, elle et ses collègues du Groupe de Beaver Hall, Sarah Robertson, Kathleen Morris et Anne Savage conçoivent une série de cartes de Noël inspirées par des artistes canadiens pour Rous et Mann. En 1925, elle crée des illustrations de gravure sur bois pour Chansons of Old French Canada de Gascoigne. En 1937, en collaboration avec Anne Savage, elle organise le samedi matin des cours de modelage pour enfants à l'Art Association of Montreal.

## Musées et collections publiques
Son travail fait partie des collections du Musée des beaux-arts du Canada, du Musée des beaux-arts de Montréal, du Musée national des beaux-arts du Québec et du Musée des beaux-arts de l'Ontario